# Yeo Sang-yeop
Yeo Sang-yeop (koreanisch 여상엽; * 22. Juli 1984) ist ein ehemaliger südkoreanischer Eisschnellläufer.

## Werdegang
Yeo wurde dreimal südkoreanischer Juniorenmeister im Kleinen-Vierkampf und bei den Juniorenweltmeisterschaften 2000 in Seinäjoki Neunter im Kleinen-Vierkampf. Im folgenden Jahr gewann er bei den Juniorenweltmeisterschaften in Groningen die Bronzemedaille im Kleinen-Vierkampf. In der  Saison 2001/02 nahm er in Berlin erstmals am Eisschnelllauf-Weltcup teil, wobei er den 39. Platz über 1500 m errang und holte bei den Juniorenweltmeisterschaften 2002 in Klobenstein die Goldmedaille in der Teamverfolgung. Zudem kam er dort auf den 18. Platz im Kleinen-Vierkampf und belegte beim Saisonhöhepunkt, den Olympischen Winterspielen 2002 in Salt Lake City, den 42. Platz über 1500 m. In der Saison 2002/03 gewann er bei den Winter-Asienspielen 2003 in Hachinohe die Bronzemedaille über 1500 m und errang dort über 10000 m den sechsten Platz. Zudem holte er bei den Juniorenweltmeisterschaften 2003 in Kushiro die Bronzemedaille in der Teamverfolgung und den 16. Platz im Kleinen-Vierkampf. In den folgenden Jahren gewann er bei den Juniorenweltmeisterschaften in Roseville die Bronzemedaille im Kleinen-Vierkampf sowie die Goldmedaille in der Teamverfolgung und bei den Einzelstreckenasienmeisterschaften 2004 in Chuncheon die Bronzemedaille über 1500 m. Außerdem errang er dort den achten Platz über 5000 m. Bei der Winter-Universiade 2005 in Innsbruck wurde er Elfter über 5000 m und Zehnter über 1500 m.
In der Saison 2005/06 erreichte Yeo in Calgary mit dem zehnten Platz in der Teamverfolgung sein bestes Ergebnis im Weltcup und bei den Olympischen Winterspielen 2006 in Turin den 28. Rang über 5000 m. In der folgenden Saison 2006/07 gewann er bei den Winter-Asienspielen 2007 in Changchun die Silbermedaille über 5000 m und bei der Winter-Universiade 2007 in Turin die Silbermedaille über 1500 m. Zudem kam er dort auf den 13. Platz über 5000 m und auf den sechsten Rang in der Teamverfolgung. Bei den Einzelstreckenasienmeisterschaften 2008 in Shenyang wurde er jeweils über 1500 m, 5000 m und 10000 m Fünfter. In der Saison 2008/09 absolvierte er in Berlin seinen letzten Weltcup, welchen er in der B-Gruppe über 1500 m auf dem zehnten Platz beendete und belegte bei den Einzelstreckenasienmeisterschaften 2009 in Tomakomai über 1500 m sowie 5000 m jeweils den fünften Platz. Bei der Winter-Universiade 2009 in Harbin gewann er, nach Platz 16 über 5000 m, Rang neun über 1000 m und Platz vier über 1500 m, die Silbermedaille in der Teamverfolgung.
Yeo wurde jeweils zweimal südkoreanischer Meister über 1500 m (2002, 2004) und über 5000 m (2004, 2006) sowie jeweils einmal im Großen-Vierkampf (2006) und 10000 m (2006).

## Erfolge

### Olympische Spiele
- 2002 Salt Lake City: 28. Platz 5000 m
- 2006 Turin: 42. Platz 1500 m

### Asienmeisterschaften
- 2004 Chuncheon: 3. Platz 1500 m, 8. Platz 5000 m
- 2008 Shenyang: 5. Platz 1500 m, 5. Platz 5000 m, 5. Platz 10000 m
- 2009 Tomakomai: 7. Platz 1500 m, 7. Platz 5000 m

### Winter-Asienspiele
- 2003 Hachinohe: 3. Platz 1500 m, 6. Platz 10000 m
- 2007 Changchun: 2. Platz 5000 m

## Persönliche Bestzeiten
| Disziplin | Zeit         | Datum              | Ort            |
| --------- | ------------ | ------------------ | -------------- |
| 500 m     | 36,80 s      | 19. September 2009 | Calgary        |
| 1000 m    | 1:11,96 min  | 24. Februar 2009   | Harbin         |
| 1500 m    | 1:48,08 min  | 21. Januar 2007    | Turin          |
| 3000 m    | 3:51,72 min  | 29. Oktober 2000   | Calgary        |
| 5000 m    | 6:28,49 min  | 19. November 2005  | Salt Lake City |
| 10000 m   | 13:55,11 min | 4. Dezember 2005   | Heerenveen     |